# Eliodoro Bianchi

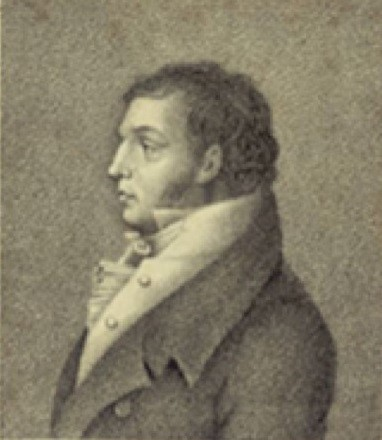
Bianchi por Luigi Rados, ~1820

Eliodoro Bianchi (Cividate al Piano, 6 de mayo de 1773 – Palazzolo sull'Oglio, 10 de mayo de 1848) fue un tenor y profesor de canto italiano. A lo largo de su carrera, cantó un vasto repertorio tanto de ópera bufa como de ópera seria. Según Rodolfo Celletti, la voz de Bianchi era de barítono, con un "bel timbro", de técnica excelente y elocuente "fraseggio", aunque críticos de la revista francesa Le Moniteur (1806) y del British London Magazine (1820), encontraban su voz pesada y sin brillantez.

## Biografía
Nacido en la Provincia de Bérgamo, era el hijo nono y benjamín de Massimo y Claudia Balestra. Su familia se mudó a Palazzolo sull'Oglio, cerca de Brescia, en 1775. Allí fue organista de la catedral. Recibió formación musical por su padre, y dos de sus hermanos mayores también fueron músicos: Cipriano (1765-1835) fue organista en la Iglesia de Santa María Asunta en Calcinate y Odoardo fue tenor en teatros romanos de 1784 a 1791 y luego en la corte imperial de San Petersburgo
Durante su adolescencia, lo mandaron a Nápoles, donde estudió canto y composición con Giacomo Tritto. A los veinte años, debutó como tenor en el Teatro Onigo de Treviso en otoño de 1793 con el rol de Attalo en Ariarate de Angelo Tarchi. Los siguientes cuatro años cantó en Padua, Génova, Módena, Florencia, Lucca y Venecia. En 1797, volvió a Nápoles y cantó en varios teatros hasta 1801.
En 1803, cantó en La Scala de Milán, donde fue favorito del público y regresó regularmente entre 1809 y 1814. Fuera de Italia, se estableció en París en 1801 y dio conciertos en el Temple de Mars y la Salle Favart. Cantó en Viena en 1805 y en París y Londres en 1806–1807. En 1807, se casó con la soprano Carolina Crespi, a la que conoció en la Comédie Italienne y con la que tuvo dos hijos, Giuseppina y Angelo, también cantantes.
En 1819, abrió una escuela de canto en Milán y siguió cantando en teatros líricos de Italia, Austria e Inglaterra, y se retiró en 1835. Entre sus alumnos, tenemos a Elisa Orlandi, Cesare Badiali o Enrico Crivelli.